# Ленакапавир
Ленакапавир (код разработки GS-6207) — препарат для лечения ВИЧ, разработанный биофармацевтической американской компанией Gilead Sciences.

## История
В мае 2019 года Управление по санитарному надзору за качеством пищевых продуктов и медикаментов США (FDA) присвоило статус прорывной терапии для разработки Ленакапавира для лечения инфекции ВИЧ-1 у пациентов с множественной лекарственной устойчивостью, прошедших интенсивный курс лечения, в сочетании с другими антиретровирусными препаратами.
В 2021 году препарат находился в фазе 2/3 клинических испытаний. Ленакапавир изучается как средство лечения пациентов с ВИЧ, инфицированных вирусом с множественной лекарственной устойчивостью, и как инъекционный препарат, вводимый дважды в год для предконтактной профилактики (ДКП).
В 2024 году была опубликована информация о завершении фазы испытаний, где препарат показал 100%-ную эффективность, причём использование препарата не повлекло за собой никаких существенных побочных эффектов. В сравнении Truvada и Descovy показали 99%-ную эффективность.
В случае успеха в клинических испытаниях ленакапавир станет первым в своем классе ингибитором капсида ВИЧ для лечения ВИЧ. Хотя большинство противовирусных препаратов действуют только на одной стадии репликации вируса, Ленакапавир предназначен для ингибирования ВИЧ-1 на нескольких стадиях его жизненного цикла и не имеет известной перекрестной устойчивости к другим существующим классам лекарств.
Подводя итоги 2024 года, журнал Science назвал инъекционный препарат ленакапавир научным «прорывом года». По мнению редакции, «может стать следующим лучшим изобретением» против ВИЧ, его успех «возник из фундаментального научного прогресса: нового понимания структуры и функции капсидного белка ВИЧ, на который нацелен ленакапавир» и «открывает захватывающую перспективу того, что подобные ингибиторы капсида могут бороться с другими вирусными заболеваниями».
Стоимость ленакапавира высока (первый год лечения — 42 тысячи долларов, затем 39 тысяч долларов), а патент Gilead останется действительным еще почти 20 лет. В октябре 2024 года Gilead Sciences разрешила шести производителям лекарств из Азии и Северной Африки продавать дженерики ленакапавира для профилактики ВИЧ в 120 странах без выплат отчислений правообладателю. Продажи должны начаться с 2027 года. Однако разрешение не касается продаж в Бразилии, России, Колумбии, Мексике и Китае, на долю которых приходится около 20% новых случаев заражения.
ВОЗ в 2025 году рекомендовала использовать ленакапавир в форме инъекций два раза в год в качестве дополнительного средства доконтактной профилактики (ДКП) заражения ВИЧ. Ленакапавир — это первый инъекционный препарат для ДКП, курс которого состоит из двух инъекций в год; этот препарат длительного действия представляет собой высокоэффективную альтернативу ежедневому пероральному приему таблеток и другим средствам профилактики более короткого действия. Ленакапавир представляет собой альтернативу ещё не существующей вакцине против ВИЧ. Ленакапавир рекомендуется для групп риска, включая работников секс-индустрии, мужчин, практикующих половые контакты с мужчинами, трансгендеров, потребителей инъекционных наркотиков, людей, находящихся в местах лишения свободы, а также детей и подростков.